# Rekreacijsko ronjenje
Rekreacijsko ronjenje ili sportsko ronjenje je oblik ronjenja sa svrhom zabave i odmora u kojem se koristi SCUBA oprema.

## Povijest
Rekreacijsko ronjenje razvilo se iz srodnih ronilačkih aktivnosti. Dugo su vremena rekreacijski podvodni izleti bili vremenski ograničeni količinom zraka koji se mogao udahnuti. Kad je Jacques-Yves Cousteau izumio akvalung 1943. i naknadnim razvojem tog izuma došlo je do revolucije u rekreacijskom ronjenju. Ipak, velik dio razdoblja 1950-ih i ranih 1960-ih rekracijsko ronjenje bilo je sport ograničen na one koji su sebi mogli priuštiti ronilačku opremu i koji su bili spremni podvrgnuti se žestokom treningu kako bi je mogli primjenjivati.
Kako se širila popularnost ovog sporta, proizvođači su postali svjesni potencijalnog novog tržišta, i počela se pojavljivati oprema koju se mogla lako upotrebljavati, bila je pristupačnih cijena i pouzdana. Daljnjim razvojem SCUBA opreme i uvođenjem u standardnu uporabu kompenzatora plovnosti, suvremenih ronilačkih regulatora, mokrih ili suhih ronilačkih odijela i ronilačkog računala povećala se sigurnost i ugodnost upotrebe ronilačke opreme. To je potaknulo više ljudi da se uključe u ronjenje i da se nauče koristiti tom opremom.
Do ranih 1950-ih mornarica i druge organizacije koje su obavljale profesionalne zarone jedine su pružale ronilačke treninge, ali samo za svoje osoblje i isključvo se primjenjivala njihova oprema. Prva škola ronjenja stvorena je u Francuskoj i trenirala je vlasnike odijela Jacquesa Yvesa Cousteaua i Emilea Gagnana. Prva škola ronjenja koja je podučavala upotrebu suvremenog odijela s jednim crijevom osnovana je 1953. godine u Melbournu u Australiji. Nijedna od ovih škola nije bila međunarodna. Tada još nisu postojali ronilački tečajevi, u suvremenom smislu, za građane koji su kupili prvo ronilačko odjelo. Profesionalno podučavanje počelo je 1959. godine s osnivanjem NAUI-ja (National Association of Underwater Instructors). PADI (Professional Association of Diving Instructors) osnovana je 1966. godine.

## Ronjenje danas
Daljnji razvoj ronilačke opreme smanjio je cijenu ronilačke izobrazbe kao i ronjenja. Ronjenje je postalo zanimljivim oblikom razonode, a mnoge ronilačke lokacije imaju određenu vrstu ronilačkih prodavnica, koji nude usluge punjenja zraka u ronilačkim bocama, ronilačku opremu kao i potrebnu obuku.
U tropskim i suptropskim dijelovima svijeta dosta je razvijeno tržište za vikend-ronioce, ljude koji su spremni platiti za tečaj i započeti ronjenje dok su još na godišnjem odmoru.
Tehnički zaroni su u porastu, pogotovo u onim dijelovima svijeta gdje je dubinsko ronjenje oko brodskih olupina glavna podvodna aktivnost. Rekreacijski zaroni ograničeni su na maksimalnu dubinu od 30 ili 40 metara. Dalje od te granice zbog niza sigurnosnih problema nije sigurno upotrebljavati standardnu ronilačku opremu. Za boravak na većim dubinama zahtjeva se specifična obuka kao i oprema i u pravilu se uvijek radi o stručnim (profesionalnim) zaronima.

## Standardna ronilačka oprema
Standardna ronilačka oprema uključuje
- kompenzator plovnosti
- regulatore
- ronilačku masku, disalicu i peraje
- mokro ili suho (polusuho) odijelo
- pojas s olovnim utezima
- ronilačke spremnike (boce) zraka.

## Ronilačke klase
Potrebna je određena razina znanja i iskustva da bi se osoba mogla smatrati osposobljenim roniocem. Prema većini prihvaćenih programa (PADI, BSAC, NAUI, SDI, SSI, PDIC i CMAS) za stjecanje prve zvjezdice dovoljno je nekoliko zarona u tzv. otvorenim vodama. S takvom diplomom, ronilac je ovlašten unajmiti opremu roniti u istoj pari do 10 metara, a u različitoj pari do 20 metara. Ni u kojem slučaju ronilac ne zaranja sam!
Praksa od nekoliko zarona se kritizira jer ne daje novim roniocima dovoljno iskustva potrebnog za razinu odgovornosti kojoj se izlažu. Zato se predlaže da se broj zarona za stjecanje prve zvjezdice poveća. Organizacije koje izdaju diplome uobičajeno odgovaraju da savjetuju svoje tečajce da uvijek rone u okviru njihovog ronilačkog iskustva kao i sposobnosti, i da po mogućnosti traže pomoć i pravilan nadzor od iskusnih ronilaca.
Neki ronioci prave razliku između redovitih rekreacijskih ronilaca koji često rone u okviru lokalnih klubova i hobi ronioca koji samo povremeno rone i to uobičajeno kad su na odmoru. Hobi roniocima često nedostaje iskustva i posjeduju samo minimum suosjećanja za podvodni svijet. Ali ipak preporučljivo je da se ove ronioce radije potiče na češće zarone radi korisnog iskustva, nego da im se radi njihove sigurnosti zabranjuju ronilačke aktivnosti. S obzirom na to da u rekreacijskom ronjenju ima jako malo nesreća kao i smrtnih slučajeva smatra se kako su trenutni programi osposobljavanja primjereni.

## Mjesta za ronjenje
- mora i oceani: vodene mase koja se sastoje od slane vode i posjeduju veliku raznovrsnost flore i faune.
- jezera: manja jezera često se koriste za ronilačke treninge, dok su veća jezera po mnogo čemu slična morima jer se u njima mogu pronaći olupine kao i raznolikost podvodnog života. Kod umjetno stvoreni jezera vidljivos je često slabija.
- špilje: misli se na one špilje koje su u cijelosti ili čiji je jedan dio potopljen; ovakvim zaronima skloniji su oni pustolovnog duha i ponešto su opasniji od standardnih zarona.
- rijeke: najčešće su plitke, tamne i posjeduju jake struje.
- kamenolomi: napušteni kamenolomi su omiljeni u kopnenim područjima za ronilačke treninge kao i rekreacijsko ronjenje. U kamenolomina također postoji veća vidljivost nego što je to kod jezera i rijeka. Ovo je zahvaljujući tome što ima jako malo mulja ili pijeska, a koji nakon što se uzburkaju drastično smanjuju vidljivost. Kako oni nisu "prirodni" i obično nisu u privatnom vlasništvu, kamenolomi često sadržavaju stvari koje su namjerno smještene tu za ronioce da ih istražuju (potopljeni brodovi, automobili, avioni kao i građevine)